# Ricse
Ricse (slovensky Ryča) je městys v Maďarsku, v župě Borsod-Abaúj-Zemplén v okrese Cigánd.
Má rozlohu 2476 ha a žije zde přibližně 1 600 obyvatel.

## Obyvatelstvo
Obyvatelstvo obce Ricse tvoří 85% Maďarů a 15℅ Romů.
Do holocaustu zde existovala početná židovská komunita. Roku 1873 se právě zde narodil Adolph Zukor, pozdější americký filmový magnát a zakladatel hollywoodského studia Paramount Studios.

## Zajímavosti

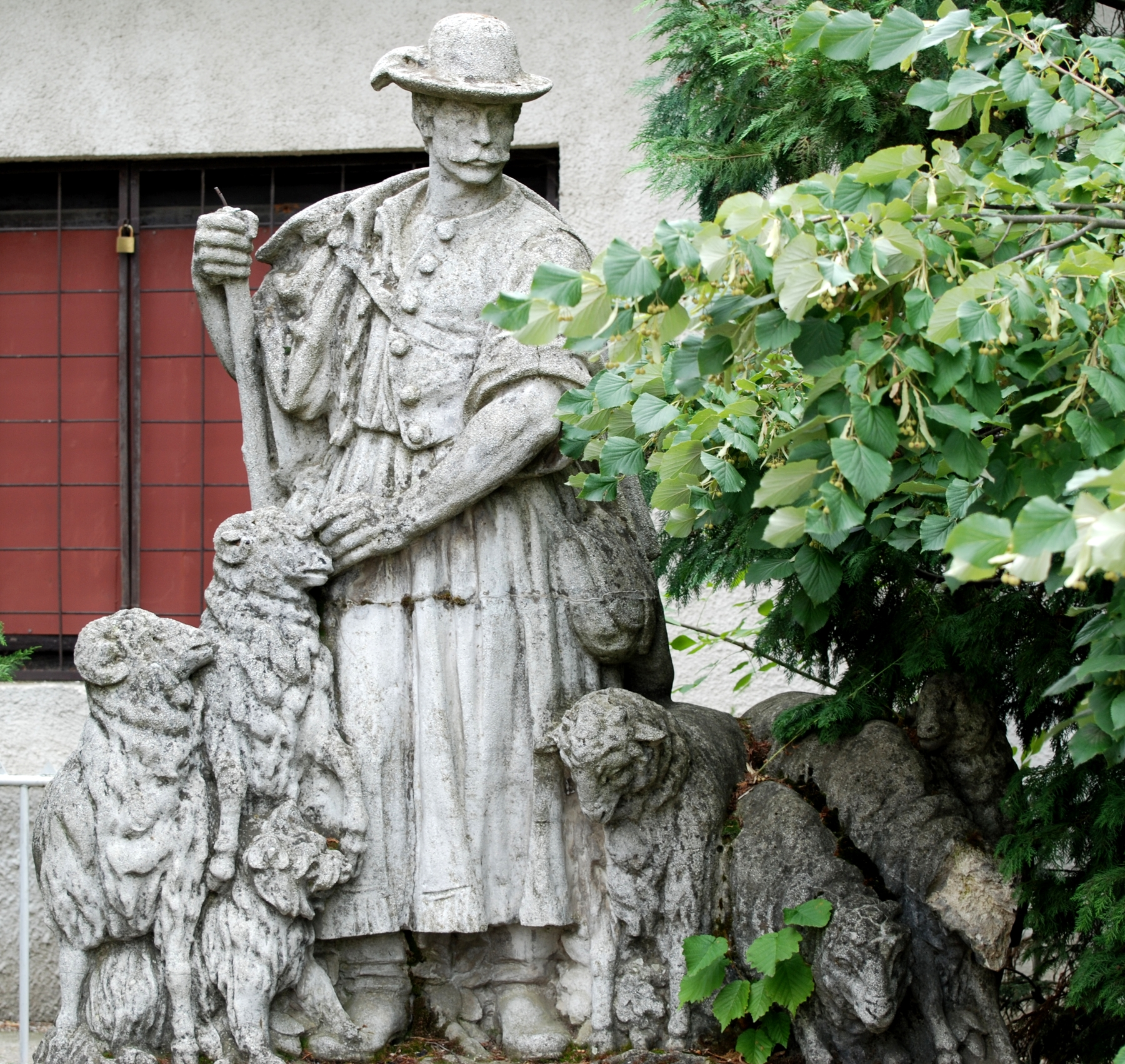
Socha od Adolfa Czukora Dobrý pastýř

- Římskokatolický kostel v barokním stylu.
- socha Dobrého pastýře, kterou obci darovala rodina Czukor
- Dům kultury Adolfa Zukora
- židovský hřbitov